# Старые Чукалы (Чувашия)
Ста́рые Чука́лы (чув. Кивĕ Чукал) — деревня в Шемуршинском районе Чувашской Республики России. Административный центр Старочукальского сельского поселения.

## География
Деревня находится в юго-восточной части Чувашии, в пределах Чувашского плато, в зоне хвойно-широколиственных лесов, на берегах реки Вугурла, на расстоянии примерно 25 км (по прямой) к юго-западу от Шемурши, административного центра района. Абсолютная высота — 192 м над уровнем моря.
Климат
Климат характеризуется как умеренно континентальный, с умеренно холодной снежной зимой и тёплым летом. Среднегодовая температура воздуха — 3,1 °С. Средняя температура воздуха самого тёплого месяца (июля) — 18,7 °C (абсолютный максимум — 37 °C); самого холодного (января) — −12,3 °C (абсолютный минимум — −42 °C). Среднегодовое количество атмосферных осадков составляет 530 мм.
Часовой пояс
Деревня Старые Чукалы, как и вся Чувашия, находится в часовой зоне МСК (московское время). Смещение применяемого времени относительно UTC составляет +3:00.

## Население
| 2010 | 2012 |
| ---- | ---- |
| 908  | ↗960 |

Половой состав
По данным Всероссийской переписи населения 2010 года, в гендерной структуре населения мужчины составляли 50,8 %, женщины — соответственно 49,2 %.
Национальный состав
Согласно результатам переписи 2002 года, в национальной структуре населения чуваши составляли 95 % из 981 чел.

## Улицы
| - ул. Комсомольская, - ул. Ленина, - ул. Партизанская, | - ул. Пионерская, - ул. Советская, - ул. Сосновка. |